# WWE Tribute to the Troops
WWE Tribute to the Troops is een jaarlijks terugkerend evenement, dat georganiseerd wordt door de WWE, in samenwerking met de Armed Forces Entertainment. Dit evenement vindt sinds 2003 jaarlijks plaats in december rond Kerstmis.
Het is de bedoeling om de mannelijke en vrouwelijke soldaten die voor de United States Armed Forces hebben gediend in Irak en Afghanistan te eren voor hun bijdragen in beide oorlogen. De WWE stuurt jaarlijks, gedurende drie dagen, hun supersterren om in contact te komen met de leden van het Amerikaanse leger en om hun militaire kampen, basissen en hospitalen te bezoeken waaronder de Walter Reed Army Medical Center en Bethesda Naval Hospital. Daarnaast organiseert de WWE ook een aantal worstelshows waar de leden van het Amerikaanse leger gratis toegang worden verleend. Het eerste evenement dat de WWE organiseerde was in de Iraakse stad, Bagdad, op 25 december 2003.

## Evenementen

### 2003
Het evenement vond plaats in de Iraakse stad Bagdad op 25 december 2003.
| Nr. | Match | Winnaar(s)     |
| --- | --- | -------------- |
| 1   | The APA (Faarooq & Bradshaw) vs. The World's Greatest Tag Team (Shelton Benjamin & Charlie Haas) in een tag team match | The APA        |
| 2   | Rhyno vs. Rikishi in een een-op-eenmatch                                                                               | Rikishi        |
| 3   | Eddie Guerrero vs. Chris Benoit in een een-op-eenmatch                                                                 | Eddie Guerrero |
| 4   | Sable vs. Dawn Marie vs. Torrie Wilson in een 'Santa's Little Helpers contest'                                         | Torrie Wilson  |
| 5   | John Cena vs. The Big Show                                                                                             | John Cena      |

### 2004

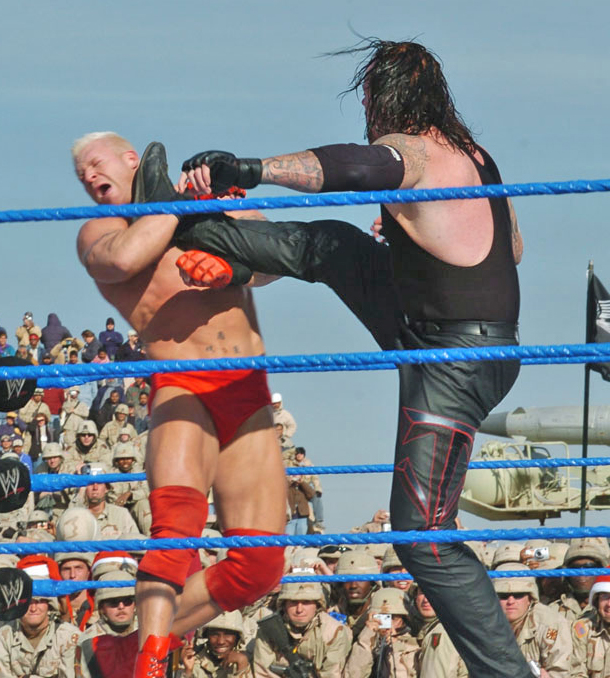
The Undertaker en Heidenreich in actie, in 2004

Het evenement vond plaats in de Iraakse stad Tikrit op 23 december 2004.
| Nr. | Match                                                        | Winnaar(s)                                 |
| --- | ------------------------------------------------------------ | ------------------------------------------ |
| 1   | Rene Dupree vs. Booker T in een een-op-eenmatch              | Booker T                                   |
| 2   | The Undertaker vs. Heidenreich in een een-op-eenmatch        | The Undertaker; count-out voor Heidenreich |
| 3   | Hardcore Holly vs. Kenzo Suzuki in een een-op-eenmatch       | Hardcore Holly                             |
| 4   | Kurt Angle & Luther Reigns vs. Eddie Guerrero & Rey Mysterio | Eddie Guerrero & Rey Mysterio              |

### 2005

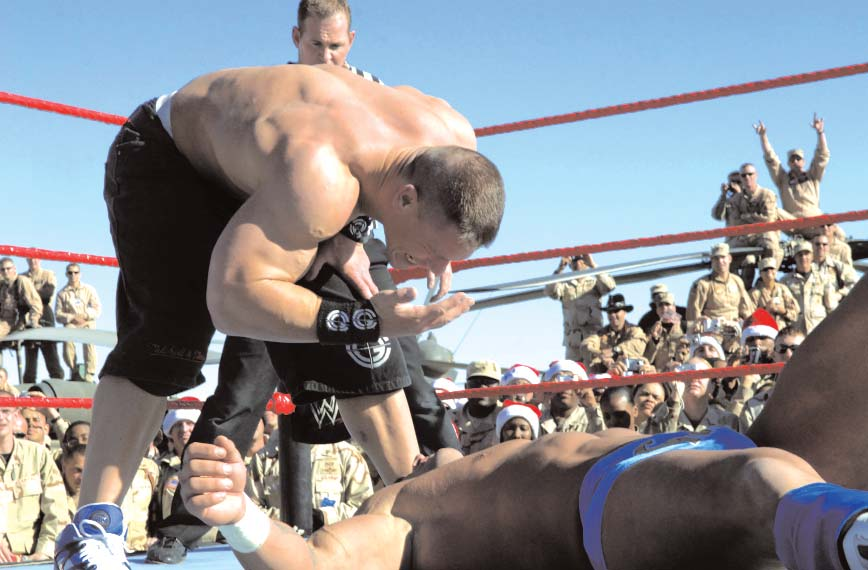
John Cena & Chris Masters in actie, in 2005

Het evenement vond plaats in Bagram, Afghanistan op 19 december 2005.
| Nr.                                                                          | Match                                                                                             | Winnaar(s)                        |
| ---------------------------------------------------------------------------- | ------------------------------------------------------------------------------------------------- | --------------------------------- |
| 1                                                                            | Carlito vs. The Big Show in een een-op-eenmatch                                                   | The Big Show                      |
| 2                                                                            | Good Santa vs. Bad Santa in een No Holds Barred match                                             | Good Santa                        |
| 3                                                                            | Shelton Benjamin vs. Gene Snitsky in een een-op-eenmatch                                          | Gene Snitsky                      |
| 4                                                                            | John Cena vs. Chris Masters in een een-op-eenmatch                                                | John Cena                         |
| 5                                                                            | Ric Flair (c) vs. Jonathan Coachman in een een-op-eenmatch voor het Intercontinental Championship | Ric Flair (c)                     |
| 6                                                                            | Trish Stratus & Ashley Massaro vs. Candice Michelle & Maria Kanellis in een tag team match        | Candice Michelle & Maria Kanellis |
| 7                                                                            | Triple H vs. Shawn Michaels in een 'Boot Camp' match                                              | Shawn Michaels                    |
| (c) huidige kampioen voor en na de match \| (nc) nieuwe kampioen na de match |                                                                                                   |                                   |

### 2006
Het evenement vond plaats in Bagdad, Irak op 25 december 2006.
| Nr. | Match                                                               | Winnaar(s)     |
| --- | ------------------------------------------------------------------- | -------------- |
| 1   | John Cena vs. Adam Copeland in een een-op-eenmatch                  | John Cena      |
| 2   | Shelton Benjamin vs. CM Punk in een een-op-eenmatch                 | CM Punk        |
| 3   | The Undertaker vs. Johnny Nitro (met Melina) in een een-op-eenmatch | The Undertaker |
| 4   | Hardcore Holly vs. Bobby Lashley in een een-op-eenmatch             | Bob Lashley    |
| 5   | Jeff Hardy vs. Umaga in een een-op-eenmatch                         | Jeff Hardy     |
| 6   | Randy Orton vs. Carlito in een een-op-eenmatch                      | Carlito        |

### 2007

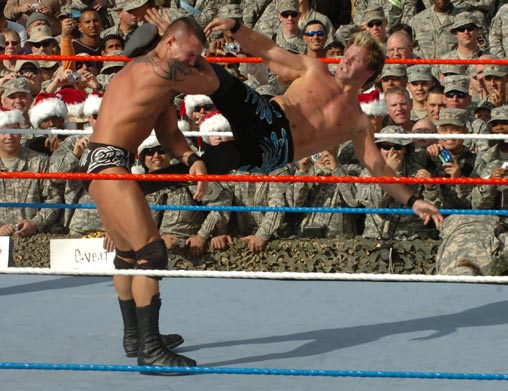
Randy Orton en Chris Jericho in actie, in 2007

Het evenement vond plaats in Tikrit, Irak op 24 december 2007.
| Nr. | Match                                                                                    | Winnaar(s)                                 |
| --- | ---------------------------------------------------------------------------------------- | ------------------------------------------ |
| 1   | Randy Orton vs. Chris Jericho in een een-op-eenmatch                                     | Chris Jericho; diskwalificatie Randy Orton |
| 2   | Jeff Hardy vs. Carlito in een een-op-eenmatch                                            | Jeff Hardy                                 |
| 3   | Kelly Kelly & Layla vs. Mickie James & Maria in een tag team match                       | Geen winnaar; gelijkspel                   |
| 4   | Rey Mysterio vs. Mark Henry in een een-op-eenmatch                                       | Rey Mysterio                               |
| 5   | D-Generation X (Triple H & Shawn Michaels) vs. Mr. Kennedy & Umaga in een tag team match | D-Generation X                             |

### 2008

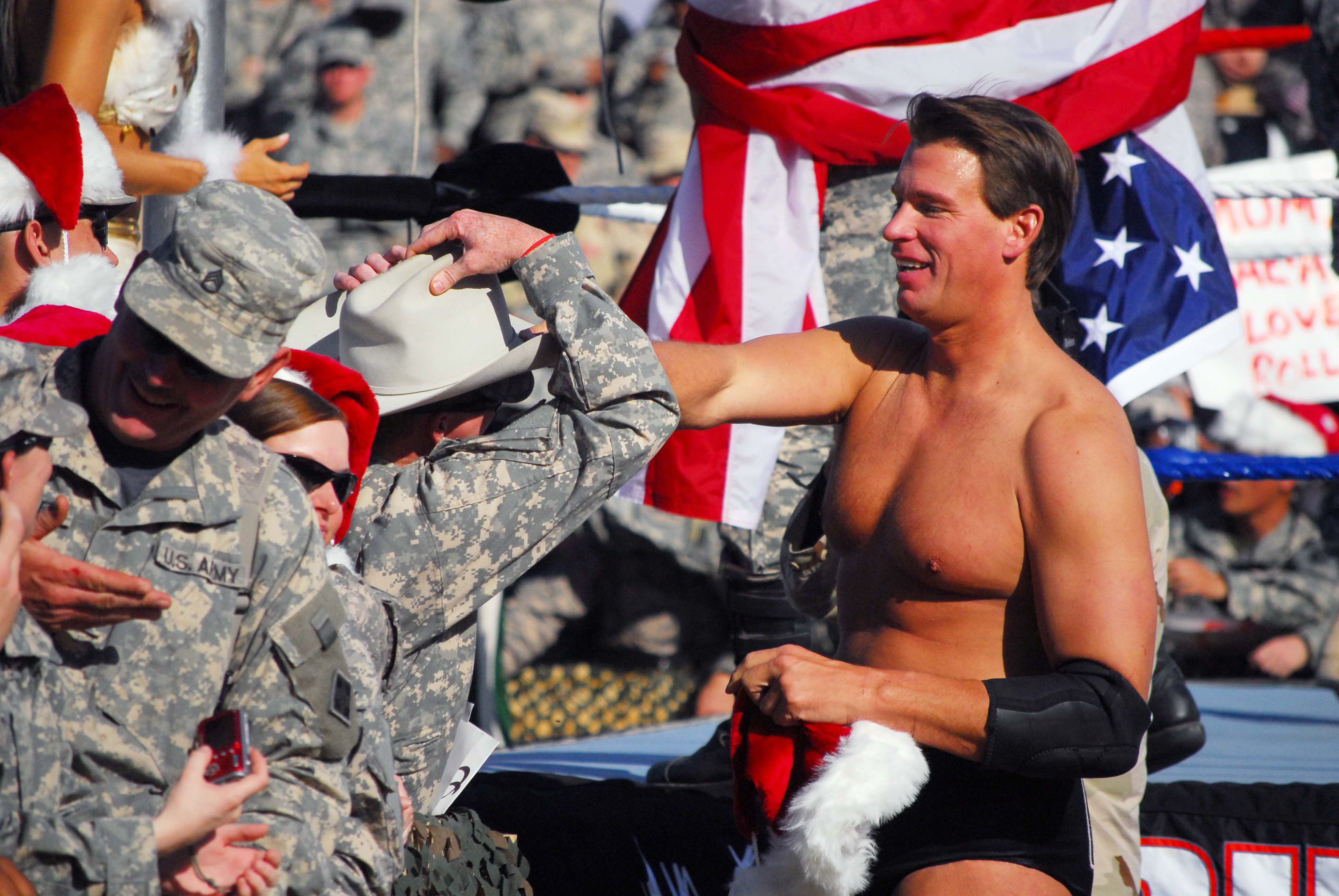
John Layfield begroet de soldaten, in 2008

Het evenement vond plaats in Bagdad, Irak op 5 december 2008 en werd uitgezonden op 20 december 2008 op NBC.
| Nr. | Match | Winnaar(s)                        |
| --- | --- | --------------------------------- |
| 1   | John Cena, Batista & Rey Mysterio vs. Randy Orton, Chris Jericho & The Big Show in een 6-man tag team match     | John Cena, Batista & Rey Mysterio |
| 2   | John "Bradshaw" Layfield, John Morrison & The Miz vs. Jeff Hardy, CM Punk & R-Truth in een 6-man tag team match | Jeff Hardy, CM Punk & R-Truth     |

### 2009
Het evenement vond plaats in Balad, Irak op 19 december 2009.
| Nr.                                                                          | Match                                                                            | Winnaar(s)                |
| ---------------------------------------------------------------------------- | -------------------------------------------------------------------------------- | ------------------------- |
| -                                                                            | Chris Masters vs. Montel Vontavious Porter in een een-op-eenmatch                | Montel Vontavious Porter  |
| 1                                                                            | Rey Mysterio & Mark Henry vs. Carlito & CM Punk in een tag team match            | Rey Mysterio & Mark Henry |
| 2                                                                            | John Morrison vs. The Miz in een 'Champions vs. Champion' match                  | The Miz                   |
| 3                                                                            | John Cena (c) vs. Chris Jericho in een een-op-eenmatch voor het WWE Championship | John Cena (c)             |
| (c) huidige kampioen voor en na de match \| (nc) nieuwe kampioen na de match |                                                                                  |                           |

### 2010
Het evenement vond plaats in Fort Hood (Texas) op 11 december 2010 en het was het eerste evenement dat niet plaatsvond in Irak en Afghanistan. Dit evenement werd in twee versies uitgezonden waarvan de ene op 18 december 2010 op NBC en de andere op 22 december 2010 op USA Network.
| Datum   | Datum   | Match | Winnaar(s)                             |
| 18 dec. | 20 dec. | Match | Winnaar(s)                             |
| ------- | ------- | --- | -------------------------------------- |
|         | 1       | Chris Masters vs. David Otunga vs. Mark Henry vs. John Morrison vs. Ezekiel Jackson vs. Sheamus vs. Chavo Guerrero vs. Daniel Bryan vs. Cody Rhodes vs. Vladimir Kozlov vs. Santino Marella vs. Heath Slater vs. Justin Gabriel vs. Michael McGillicutty vs. Husky Harris in een 15-man battle royal | Mark Henry                             |
| 1       | 2       | The Big Show & Kofi Kingston vs. Jack Swagger & Dolph Ziggler in een tag team match | The Big Show & Kofi Kingston           |
|         | 3       | Ted DiBiase (met Maryse) vs. R-Truth (met Eve Torres) in een een-op-eenmatch | R-Truth                                |
|         | 4       | Natalya, Kelly Kelly & The Bella Twins (Brie & Nikki) vs. LayCool (Layla & Michelle McCool), Alicia Fox & Melina in een 8-Diva 'Santa's little helper' tag team match | Natalya, Kelly Kelly & The Bella Twins |
|         | 5       | Kane vs. Major General Will Grimsley in een armworstelwedstrijd | Gelijkspel; vanwege inmenging van Edge |
| 2       | 6       | John Cena, Randy Orton & Rey Mysterio vs. The Miz (Alex Riley), Alberto Del Rio & Wade Barrett in een 6-man tag team match | John Cena, Randy Orton & Rey Mysterio  |

### 2011

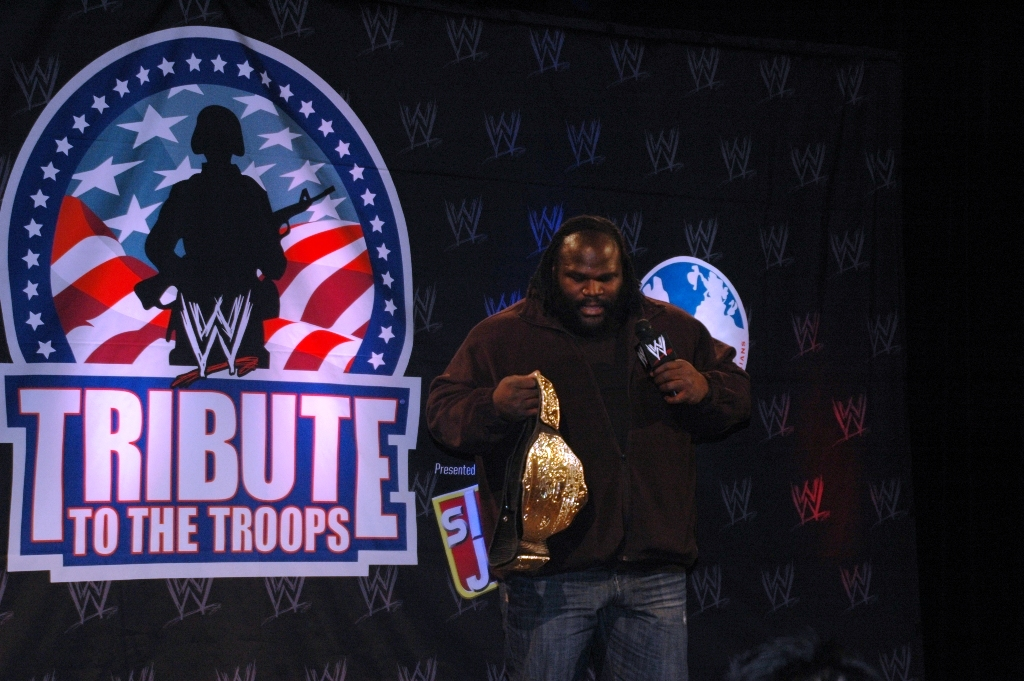
Mark Henry met het World Heavyweight Championship, in 2011

Het evenement vond plaats in Fayetteville (North Carolina) op 11 december 2011. Dit evenement werd in twee versies uitgezonden waarvan de ene op 13 december 2011 op USA Network en de andere op 17 december 2011 op NBC.
| Datum   | Datum   | Match | Winnaar(s)                                           |
| 13 dec. | 17 dec. | Match | Winnaar(s)                                           |
| ------- | ------- | --- | ---------------------------------------------------- |
| 1       | 1       | Wade Barrett vs. Randy Orton in een No Disqualification match | Gelijkspel                                           |
| 2       |         | Zack Ryder (met Sgt. Slaughter) vs. Jack Swagger (met Dolph Ziggler) in een een-op-eenmatch                                                                       | Zack Ryder                                           |
| 3       |         | The Bella Twins (Nikki & Brie) & The Divas of Doom (Natalya & Beth Phoenix) vs. Alicia Fox, Eve Torres, Kelly Kelly & Maria Menounos in een 8-diva tag team match | Alicia Fox, Eve Torres, Kelly Kelly & Maria Menounos |
| 4       |         | Daniel Bryan vs. Cody Rhodes in een een-op-eenmatch | Daniel Bryan                                         |
| 5       |         | Air Boom (Kofi Kingston & Evan Bourne) vs. Primo & Epico (met Rosa Mendes) in een tag team match                                                                  | Primo and Epico                                      |
| 6       |         | Sheamus vs. Drew McIntyre in een een-op-eenmatch | Sheamus                                              |
| 7       | 2       | The Big Show, CM Punk & John Cena vs. Alberto Del Rio (met Ricardo Rodriguez), The Miz & Mark Henry in een 6-man tag team match                                   | The Big Show, CM Punk & John Cena                    |

### 2012
Het evenement vond plaats in Norfolk (Virginia) op 9 december 2012. Dit evenement werd in twee versies uitgezonden waarvan de ene op 19 december 2012 op USA Network en de andere op 22 december 2012 op NBC.
| Datum   | Datum   | Match | Winnaar(s)                              |
| 19 dec. | 22 dec. | Match | Winnaar(s)                              |
| ------- | ------- | --- | --------------------------------------- |
| 1       | 1       | Randy Orton & Sheamus vs. The Big Show & Dolph Ziggler in een tag team match                                                  | Randy Orton & Sheamus                   |
| 2       |         | Alberto Del Rio vs. Ryback in een een-op-eenmatch                                                                             | Ryback; diskwalificatie Alberto Del Rio |
| 3       |         | The Miz vs. Damien Sandow in een een-op-eenmatch                                                                              | The Miz                                 |
| 4       |         | Team Hell No (Kane & Daniel Bryan) & R-Truth vs. 3MB (Heath Slater, Drew McIntyre & Jinder Mahal) in een 6-man tag team match | Team Hell No & R-Truth                  |
| 5       | 2       | John Cena vs. Antonio Cesaro in een een-op-eenmatch                                                                           | John Cena                               |

### 2013
Het evenement vond plaats in de Fort Lewis in Washington en werd op 28 december 2013 uitgezonden op de NBC. Het officiële themaliederen waren "Here's To Us" van Kevin Rudolf, "People Back Home" van Florida Georgia Line en "Waiting for Superman" van Daughtry. Er waren negen wedstrijden georganiseerd waarvan vijf op de televisie en de resterende via hun website werden uitgezonden.
| 28 december | 28 december | Match                                                                            | Winnaar(s)                                             |
| #           | Tv          | Match                                                                            | Winnaar(s)                                             |
| ----------- | ----------- | -------------------------------------------------------------------------------- | ------------------------------------------------------ |
| 1           | 1           | Daniel Bryan vs. Bray Wyatt in een een-op-eenmatch                               | Daniel Bryan; diskwalificatie Wyatt                    |
| 2           | 2           | Daniel Bryan & CM Punk vs. Luke Harper & Erick Rowan in een 6-man tag team match | Daniel Bryan & CM Punk; diskwalificatie Harper & Rowan |
| 3           | 3           | John Cena, Daniel Bryan & CM Punk vs. The Wyatt Family in een tag team match     | John Cena, Daniel Bryan & CM Punk                      |
| 4           | WWE.com     | Prime Time Players vs. 3MB in een tag team match                                 | Prime Time Players                                     |
| 5           | WWE.com     | Rey Mysterio & The Usos vs. The Shield in een 6-man tag team match               | Rey Mysterio & The Usos                                |
| 6           | WWE.com     | Diva Battle Royal                                                                | Brie Bella elimineerde AJ Lee als laatste              |
| 7           | 4           | Fandango vs. R-Truth in een een-op-eenmatch                                      | R-Truth                                                |
| 8           | WWE.com     | Kofi Kingston vs. Dolph Ziggler in een een-op-eenmatch                           | Kofi Kingston                                          |
| 9           | 5           | The Big Show vs. Damien Sandow in een een-op-eenmatch                            | The Big Show                                           |

### 2014
Het evenement vond plaats in de Fort Benning in Columbus, Georgia, en werd op 17 december 2014 uitgezonden op de USA Network en op 27 december op NBC. Het officiële themalied was "This Is How We Roll" van Florida Georgia Line. Er waren vier wedstrijden georganiseerd.
| Nr. | Match | Winnaar(s)                                     |
| --- | --- | ---------------------------------------------- |
| 1   | The Usos vs. Gold & Stardust in een tag team match                                                                        | The Usos                                       |
| 2   | Santa's Helper Divas Battle Royal                                                                                         | Naomi                                          |
| 3   | Dean Ambrose vs. Bray Wyatt in een Boot Camp match                                                                        | Dean Ambrose                                   |
| 4   | John Cena, Dolph Ziggler, Ryback & Erick Rowan vs. Seth Rollins, Big Show, Luke Harper & Kane in een 8-man tag team match | John Cena, Dolph Ziggler, Ryback & Erick Rowan |